# Stabskapitän

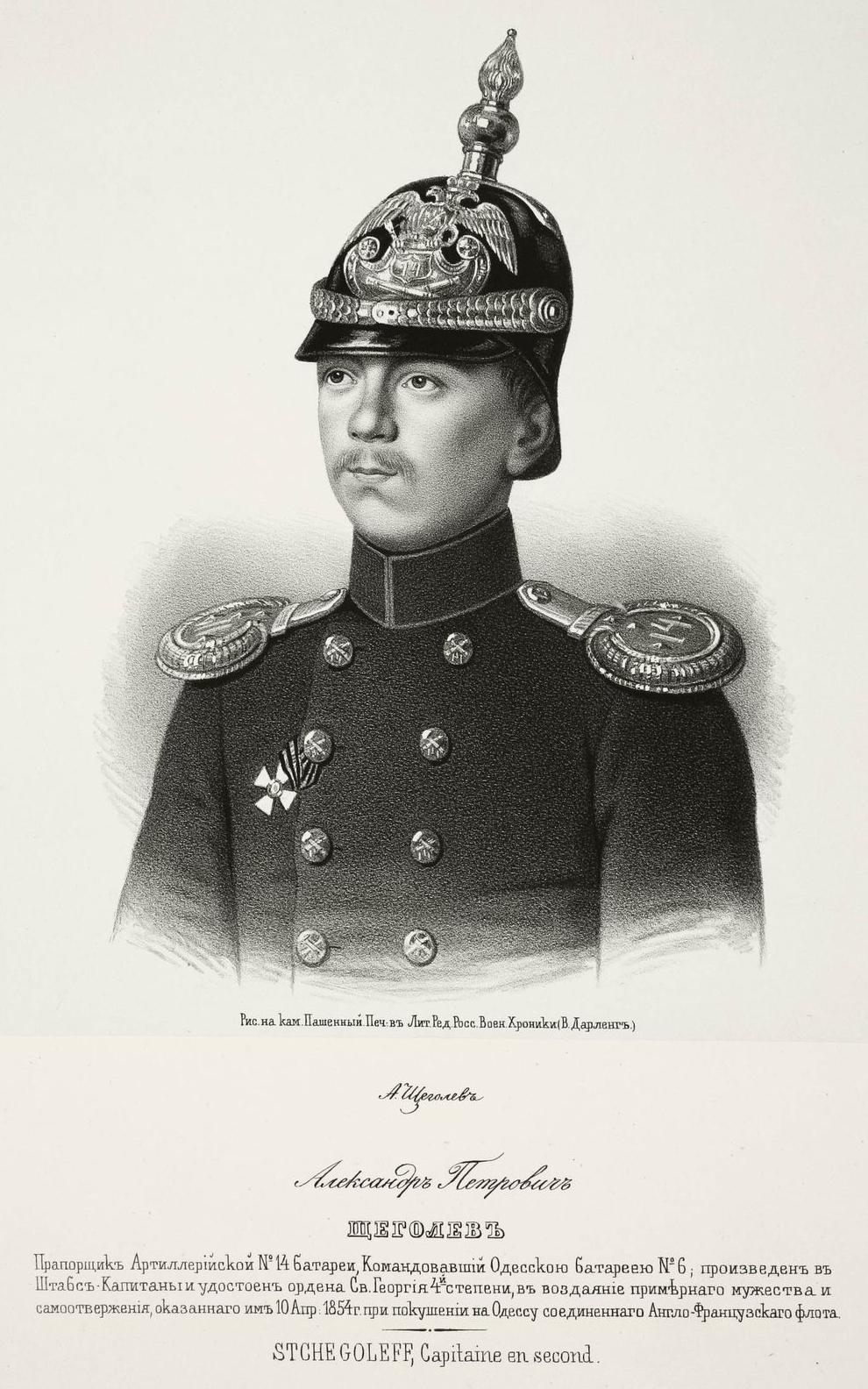
Stabskapitän der russischen Fußartillerie (mit Pickelhaube), um 1858

Der Stabskapitän, bei der Kavallerie auch Stabsrittmeister, ist ein historischer militärischer Dienstgrad, der im preußischen und russischen Heer sowie in der schwedischen Armee verwendet wurde. Er lag zwischen dem Premierleutnant (später Oberleutnant) und dem Hauptmann/Rittmeister. Eine andere Bezeichnung war Kapitänleutnant (capitain-lieutenant). Er vertrat den eigentlichen Hauptmann und Kompaniechef häufig in dessen Abwesenheit.
Das konnte allerdings auch dauerhaft sein, wenn dieser meist adlige Hauptmann z. B. gar kein „Interesse“ an der Kompanieführung hatte – aber aus Prestige- und Statusgründen auf den Dienstgrad „Hauptmann“ und das Tragen der Uniform im Rahmen der Kompaniewirtschaft angewiesen war.
In den deutschen Armeen des 18. Jahrhunderts waren der Oberst und die übrigen Stabsoffiziere eines Regiments meist jeweils Inhaber einer Kompanie innerhalb des Regiments und bezogen neben ihrem Dienstgrundgehalt die damals bedeutenden Einkünfte der Inhaberstellung, während diejenigen Offiziere, die die Kompanie tatsächlich führten, den Titel Stabskapitän innehatten und ein vergleichsweise sehr geringes Einkommen hatten. Dieselben Bedingungen gab es auch bei der schwedischen Armee zur gleichen Zeit. Die Dienstgrade waren stabskapten und stabsryttmästare.
In der Bayerischen Armee entsprach der Hauptmann II. Klasse dem Stabskapitän.

## Kaiserlich Russische Armee
| Niedrigerer Rang: Porutschik | Stabskapitän | Höherer Rang: Hauptmann |

Im russischen Heer war der Stabskapitän (russisch штабс-капитан schtabs-kapitan) ein Dienstgrad zwischen dem Hauptmann und dem Leutnant.

Die äquivalenten Ränge dazu lauten:
- Kavallerie – Stabsrittmeister (russisch штабс-ротмистр stabs-rotmistr)
- Kosakenarmee – Unterjesaul/Jesaul Stellvertreter (russisch подъесаул podjesaul)

## Deutscher Seegrenzschutz
Im von 1951 bis 1956 bestehenden Seegrenzschutz der damaligen Bundesrepublik Deutschland gab es den Dienstgrad „Stabskapitän im BGS“, der dem Korvettenkapitän entsprach.

## Tschechoslowakische Armee
In der Tschechoslowakischen Armee existierte der Stabskaptitän/stábni kapitán als Dienstgrad zwischen Hauptmann/kapitán und Major. 1953 wurde der Dienstgrad abgeschafft.